# Coussarea klugii
Coussarea klugii är en måreväxtart som beskrevs av Julian Alfred Steyermark. Coussarea klugii ingår i släktet Coussarea och familjen måreväxter. IUCN kategoriserar arten globalt som otillräckligt studerad. Inga underarter finns listade i Catalogue of Life.